# Кодекс про політ птахів

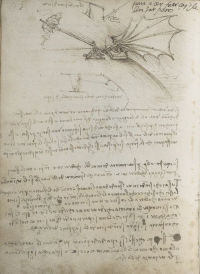
Сторінка рукопису

«Кодекс про політ птахів» — книга, складена Леонардо да Вінчі в 1505 році. Зараз перебуває у Королівській бібліотеці Турина. Складається з 18 аркушів. Формат — 21×15 см. В книзі описується політ птахів та літальних апаратів да Вінчі. Леонардо проводив запуск своїх апаратів поблизу Флоренції, але запуск був невдалим.
У цій книзі Леонардо вперше помітив, що центр мас птаха під час польоту не збігається з центром тиску.